# Cerkiew Świętego Ducha w Potyliczu
Cerkiew Świętego Ducha (ukr. Церква Святого Духа) – zabytkowa, drewniana cerkiew pw. Świętego Ducha mieszcząca się  w Potyliczu na zachodniej Ukrainie w obwodzie lwowskim, wybudowana na początku XVI wieku, jedna z najstarszych ocalałych drewnianych cerkwi w Europie.
Źródła podają różne daty wybudowania cerkwi. Według tradycji została ona wzniesiona staraniem miejscowych garncarzy na miejscu starszej świątyni, spalonej przez Tatarów w 1502 r. Z pewnością istniała już przed 1555 rokiem, co wynika z zapisów w aktach wizytacyjnych unickiego biskupa chełmskiego Felicjana Włodkowicza z roku 1739. Ta ostatnia data (1555) podawana jest też ze względu na podobieństwo do cerkwi św. Paraskewy w Radrużu i cerkwi Narodzenia NMP w Gorajcu. Ostateczną formę potylicka cerkiew uzyskała w wyniku dwóch rozległych remontów z lat 1736 i 1753, kiedy to m.in. gruntownej przebudowie uległa część prezbiterialna świątyni: prezbiterium, poszerzone o boczne pastoforia, otrzymało wówczas obecne zamknięcie trójboczne (w miejsce prostokątnego) i zostało nakryte obecną ośmiokątną kopułą (zapewne w miejsce dachu dwuspadowego).
W 2013 roku została wpisana na Listę Światowego Dziedzictwa UNESCO wraz z innymi drewnianymi cerkwiami w Polsce i na Ukrainie.
Zespół cerkiewny św. Ducha zlokalizowany jest na stoku wzgórza Horodyszcze, dlatego świątynia jest czasami nazywana Podgórną. Położenie cerkwi posiada cechy obronne. W pobliżu cerkwi znajduje się dzwonnica, wzniesiona przez cieślę Dominikowicza w 1736 r. na planie kwadratu w konstrukcji słupowo-ramowej. Korpus złożony jest z dziewięciu słupów i oparty na ramie utworzonej z sześciu skrzyżowanych belek podwalinowych. Ściany nieznacznie nachylone są do wnętrza. Dzwonnica nakryta wysokim dachem czterospadowym. Ściany oszalowano deskami. Dach pokryty jest gontem. W skład zespołu cerkiewnego wchodzą też dwie drwniane bramki, stanowiące pozostałość po rozebranym ogrodzeniu w kształcie czworoboku. Po obydwu stronach cerkwi, na wysokości babińca znajdowały się także komory, murowane i przesklepione budynki tworzące ciekawe założenie architektoniczne. Podobna komora, wynajmowana przez proboszcza mieszczanom w połowie XVIII wieku znajdowała się również przy południowym boku nawy i pod dzwonnicą. Przy babińcu są groby dwóch fundatorów, które ocalały z dawnego cmentarza otaczającego cerkiew.
Cerkiew św. Ducha jest orientowana. Wzniesiona została z drewna w konstrukcji zrębowej. Posiada plan trójdzielny w układzie podłużnym z pastoforiami przy prezbiterium. Bryła, obecnie wyróżniająca się dwiema kopułami wieńczącymi nawę i prezbiterium, pierwotnie była jednokopułowa. Według tradycji świątynia zbudowana jest z materiału pozyskanego na miejscu, w lesie rosnącym na górze Horodyszcze. Konstrukcja opiera się na murowanym fundamencie. Zrąb wykonany jest z drewna iglastego.
Nawa wzniesiona została na planie zbliżonym do kwadratu. Od zachodu przylega do niej babiniec. Jest on niższy, przekryty dachem dwuspadowym z trójkątnym szczytem, którego kalenica dochodzi do zrębu nawy na wysokości gzymsu wieńczącego. Wewnątrz babiniec nakryty jest stropem belkowym. Prezbiterium zamknięte jest trójbocznie, przy nim na przedłużeniu południowej i północnej ściany nawy znajdują się prothesis i diakonikon. Również pokryte jest na wysokości pastoforiów dachem dwuspadowym, dochodzącym do gzymsu nawy. Nad pozostałą jego częścią znajduje się ośmioboczna kopuła baniasta. Ściany powyżej zadaszenia pokryte są obecnie gontem.
W babińcu znajdują się niewielkie, kwadratowe okna, po jednym od południa i północy, natomiast w nawie trzy większe – dwa od południa, jedno mniejsze od północy. W prezbiterium są również dwa okna – w ścianach od południa i północy.
Ściany wewnątrz babińca (bok północny) i nawy pokryte są polichromią figuralno-ornamentalną z 1628 r., o czym informuje napis zachowany na zachodniej ścianie nawy. Wykonane techniką temperową bezpośrednio na belkach zrębu, przedstawiają cykl pasyjny.
W południowo-zachodnim narożu nawy usytuowana jest ława dla chóru cerkiewnego. Na ściance ikonostasowej znajduje się malowany, trójstrefowy ikonostas z I poł. XX wieku. Zwracają uwagę wykonane w 1753 r. polichromowane górne rzędy ikonostasu.
Świątynia wykazuje wiele cech wspólnych z cerkwią świętej Paraskewy w Radrużu.

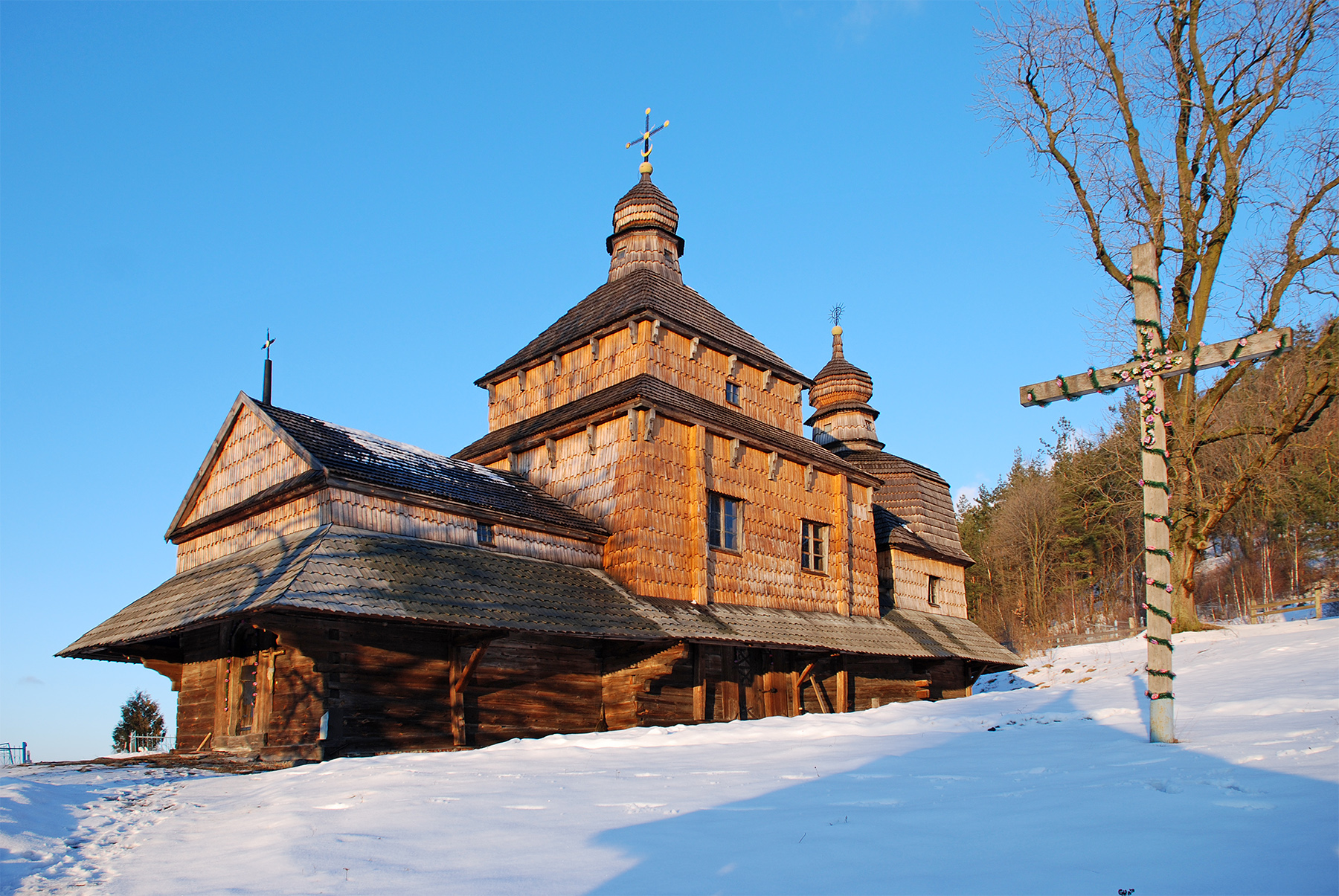
Cerkiew Świętego Ducha w Potyliczu zimą